# Dynamo (Klettertechnik)
Als Dynamo (dynamischen Zug) oder kurz Dyno bezeichnet man im Klettersport eine Technik, bei der der Kletterer seine Bewegungsenergie einsetzt, um einen Griff erreichen zu können.

## Technik
Üblicherweise wird beim Klettern versucht, den Körper während des Weitergreifens mit einer Hand in einer möglichst energiesparenden Position fixiert zu halten. Vor allem in den höheren Schwierigkeitsbereichen treten jedoch oft Situationen auf, in denen dies nicht möglich ist. Dies ist insbesondere bei weiten Griffabständen der Fall, aber auch große Steilheit (z. B. Überhänge), Kleingriffigkeit und eine ungünstige Anordnung der Griffe können das Erreichen des nächsten Griffes aus einer statischen Position erschweren; auch kleinere Kletterer sind diesbezüglich benachteiligt.
Tritt dieser Fall ein, muss der Kletterer versuchen, durch Bewegung eine größere Höhe zu erreichen. Dazu wird der Körper mit Schwung zur Wand gezogen, die weitergreifende Hand muss den Griff erreichen und fixieren, bevor der Körper wieder in die Abwärtsbewegung übergeht. Im Extremfall kann der Dynamo zum vollständigen Entfernen vom Fels führen, also in einen Sprung übergehen. Der Dynamo ist ein sehr komplizierter Bewegungsablauf und physisch wie psychisch sehr beanspruchend, er erfordert ein großes Maß an Konzentration und Entschlossenheit.
siehe auch: Klettertechnik

## Geschichte
Lange Zeit wurde im Klettersport das statische Klettern gemäß der Drei-Punkt-Regel propagiert. Mit der Entwicklung des modernen Sportkletterns wurde eine Erweiterung des klettertechnischen Spektrums notwendig und dynamisches Klettern dadurch gebräuchlich. Eine wichtige Rolle bei der Etablierung des Dynamos spielte der Bouldersport, verkörpert insbesondere durch John Gill, der, inspiriert durch die Techniken des Gerätturnens, als Wegbereiter des dynamischen Kletterns gilt.